# Nullo (nome)
Nullo  è un nome proprio di persona italiano maschile.

## Varianti
- Femminili: Nulla[1][2]

## Origine e diffusione

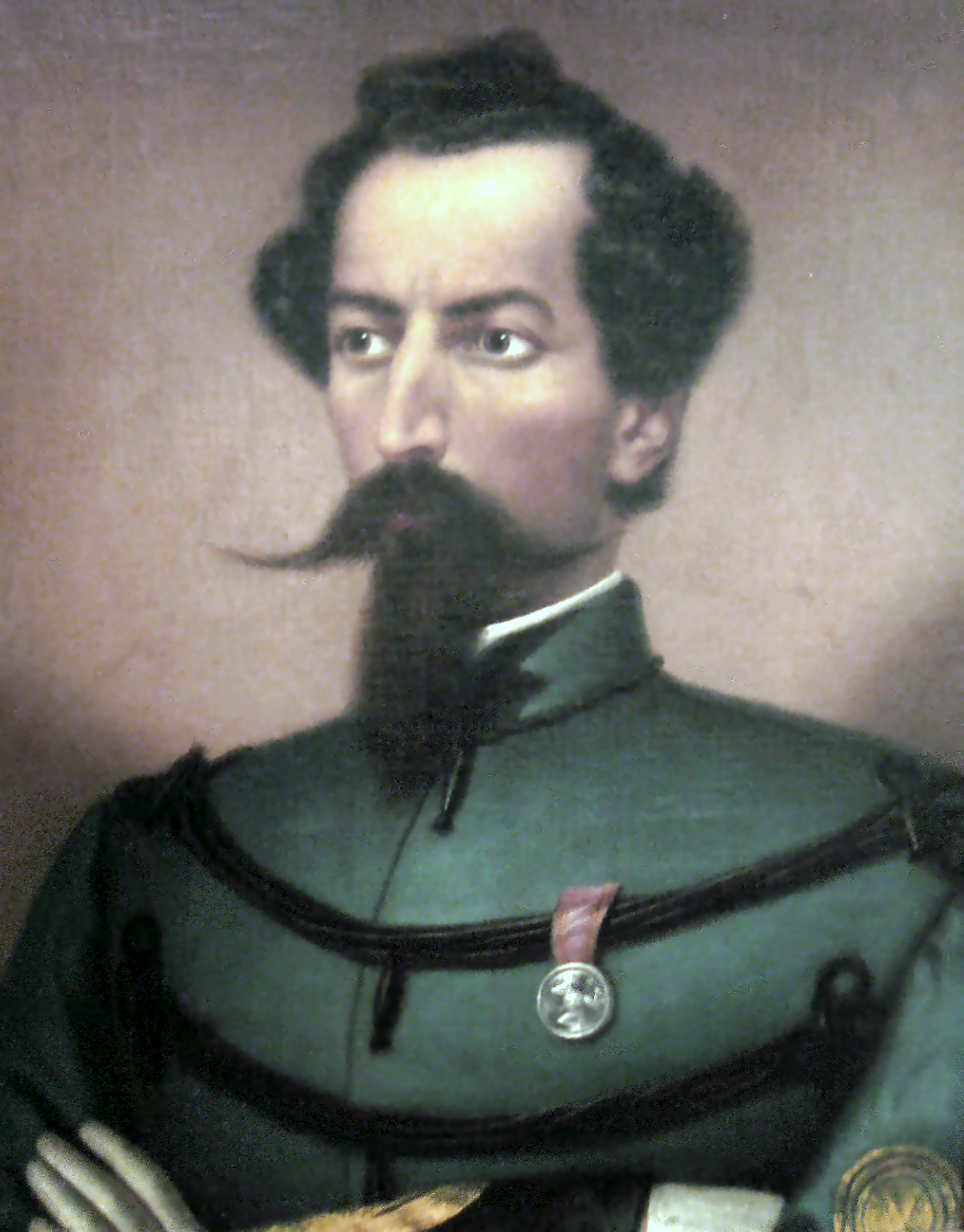
Francesco Nullo

Nome ideologico, di matrice patriottica e risorgimentale, riprende il cognome di Francesco Nullo, un garibaldino partecipe di molte battaglie per l'unità d'Italia; è poi stato ulteriormente popolarizzato dal politico Nullo Baldini.
Il nome, che gode di scarsa diffusione, è attestato prevalentemente in Toscana ed Emilia-Romagna; la forma femminile "Nulla", limitata all'Emilia-Romagna, può anche essere espressione di nichilismo politico.

## Onomastico
Il nome è adespota, non essendovi santi che lo abbiano portato. L'onomastico può essere festeggiato il 1º novembre, per la festa di Ognissanti.

## Persone
- Nullo Albertelli, ingegnere italiano
- Nullo Baldini, politico italiano
- Nullo Biaggi, politico italiano
- Nullo Cantaroni, scrittore italiano